# Irak'li Ts'ereteli
Irak'li Giorgis Dze Ts'ereteli (in georgiano ირაკლი გიორგის ძე წერეთელი?, in russo Ираклий Георгиевич Церетели?, Iraklij Georgievič Cereteli; Kutaisi, 20 novembre 1881 – New York, 20 maggio 1959) è stato un politico georgiano, di idee socialiste, ministro delle Poste e telegrafi e successivamente ministro degli Interni della Russia dopo la caduta dell'ultimo zar e immediatamente prima che i bolscevichi andassero al potere.

## Biografia
Iraklij ("Kaki") Ts'ereteli fu uno dei leader del Partito Operaio Socialdemocratico Russo (POSDR) e successivamente, della fazione Menscevica all'interno dello stesso. Membro direttivo del Soviet di Pietrogrado e ministro nel governo provvisorio del 1917, a seguito della rivoluzione di ottobre e della presa del potere da parte dei Bolscevichi, fece ritorno in Georgia, lasciandola poi quando venne invasa dall'Armata Rossa nel 1921. Trascorse il resto della sua vita in esilio.

### Studi universitari e prime attività rivoluzionarie

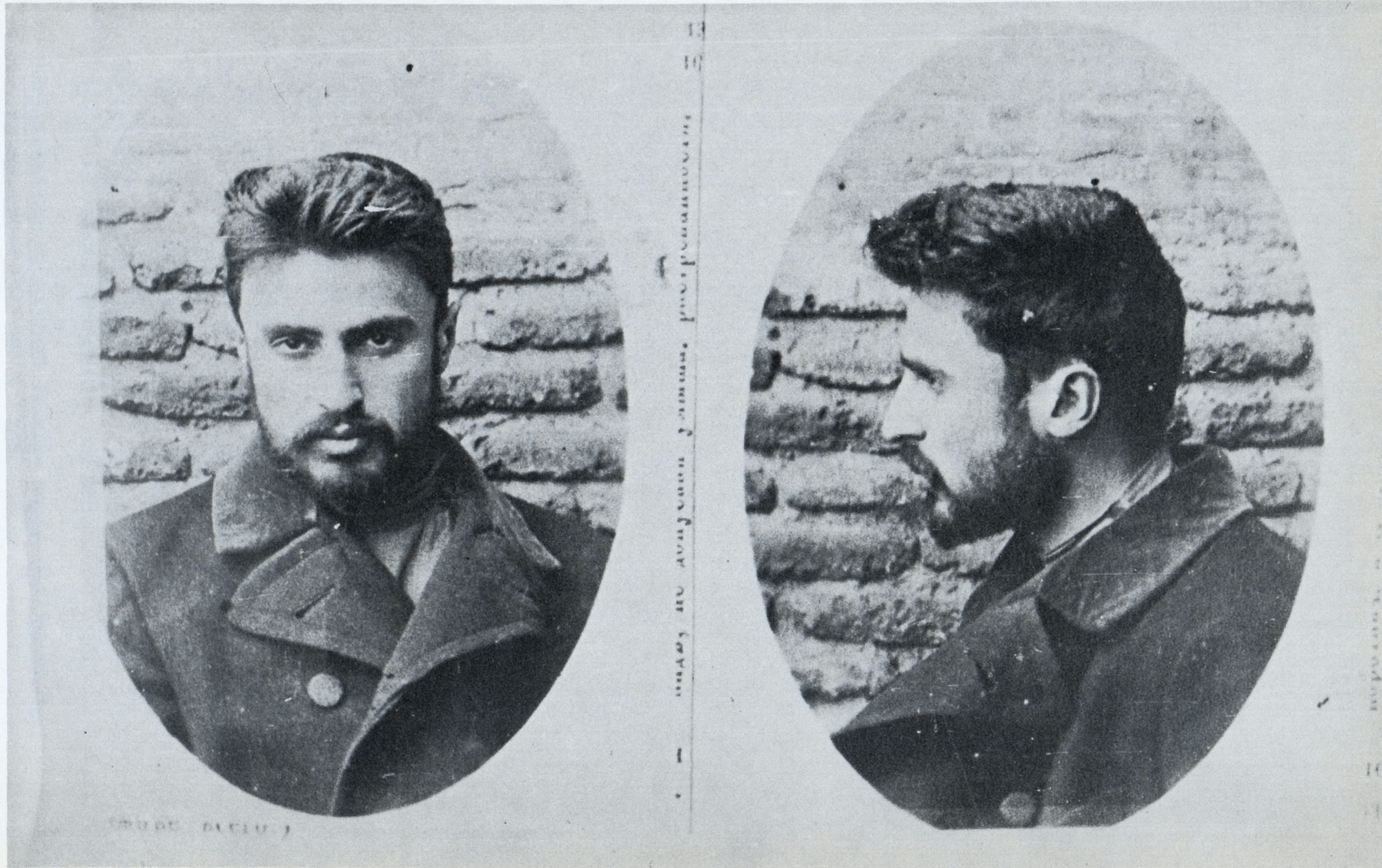
Foto segnaletica di Ts'ereteli detenuto nel carcere di Meteji, a Tbilisi nel 1904.

Ts'ereteli nacque a Kutaisi (Georgia, allora parte dell'Impero russo) nella famiglia dello scrittore radicale Giorgi Tsereteli, della casata nobile dei Tsereteli, e Olympiada Nikoladze, sorella del giornalista Niko Nikoladze. Studiò legge all'Università di Mosca dove iniziò a partecipare alle proteste studentesche. Dopo aver preso parte a una manifestazione studentesca nel 1902, venne mandato al confino in Siberia per breve tempo. Dopo il rilascio entrò a far parte del Partito Operaio Socialdemocratico Russo e nel corso del congresso del partito del 1903 svoltosi a Londra si schierò dalla parte di Julij Martov contro Vladimir Lenin. Ts'ereteli divenne quindi direttore del giornale filo-menscevico Kvali, ma poco dopo venne nuovamente arrestato nel gennaio del 1904.
Fu mandato per due mesi nel carcere di Meteji a Tbilisi e nel marzo 1904 il giornale venne vietato e chiuso dalle autorità. Grazie all'intervento di uno zio, Ts'ereteli venne rilasciato e gli fu dato il permesso di uscire dal paese; andò quindi a Berlino per completare i suoi studi in legge e vi rimase diciotto mesi. Tornò in Russia durante i disordini del 1905 e fu eletto deputato alla seconda Duma, tra le file dei menscevichi. Quando la Duma venne sciolta per ordine dello zar Nicola II di Russia, Ts'ereteli venne condannato a cinque anni di prigione e nel 1913 fu esiliato a Irkutsk; lì divenne il leader della fazione degli internazionalisti moderati (costituiti per la maggior parte da menscevichi, socialrivoluzionari, ed ex bolscevichi) denominati "Zimmerwaldisti siberiani".

### Rivoluzione di febbraio e conseguenze
La rivoluzione di febbraio consentì a Ts'ereteli di lasciare la Siberia; anche se la famiglia desiderava che tornasse in Georgia, egli insistette per recarsi invece a Pietrogrado, dove arrivò il 19 marzo. Quindi entrò nella commissione direttiva del Soviet locale. Propose un programma di "difensivismo rivoluzionario", nel quale premeva per la fine immediata della prima guerra mondiale ma contemporaneamente affermava la necessità di una energica difesa del territorio russo dalle mire espansionistiche della Germania nel caso la guerra fosse continuata. Entrò a far parte del governo provvisorio russo in qualità di ministro delle poste e telegrafi (maggio–agosto 1917), continuando in contemporanea la sua attività dirigenziale nel soviet di Pietrogrado. Guidò la fazione menscevica del Soviet di Pietrogrado dalla metà dell'aprile 1917. La maggior parte delle varie correnti circa la direzione del partito stavano aumentando le tensioni interne.
Ts'ereteli emerse presto come la figura principale del socialismo moderato e, all'interno di questa corrente politica, il sostenitore più importante della collaborazione con i liberali e l'opposizione ai bolscevichi, considerati troppo radicali. Si oppose alla presa del potere da parte del proletariato, ritenendo inopportuno il momento storico perché, a suo parere, ciò avrebbe portato solo allo scoppio di una guerra civile e al rafforzamento della controrivoluzione. Dal suo punto di vista, il proletariato doveva sostenere la borghesia nel suo compito di eliminazione delle vestigia della vecchia autocrazia feudale, senza entrare nel governo, che dovrebbe essere esclusivamente borghese. Un confronto prematuro del proletariato con la borghesia, come credeva fosse accaduto nelle rivoluzioni passate del 1789, 1848 e 1905, avrebbe portato ad una alleanza tra liberali e reazionari contro il movimento rivoluzionario. Senza perdere di vista l'opposizione tra proletariato e borghesia, Tsereteli riteneva indispensabile l'alleanza temporanea di queste due classi sociali.
Con questo atteggiamento, abbandonò il programma di democratizzazione del Paese programmato dal governo e si concentrò sui soviet, che secondo lui dovevano diventare un'organizzazione di controllo delle masse popolari, per evitare che azioni precipitose di questi potessero causare la reazione temuta. Sviluppò quindi sempre più delle tendenze controrivoluzionarie, che lo portarono persino ad appoggiare il tentativo di golpe reazionario messo in atto dal generale "bianco" Kornílov, cosa che danneggiò inesorabilmente la sua reputazione presso i socialisti.
Il 4 luglio, il principe Georgy Lvov decise di dare le dimissioni dalla carica di capo del governo provvisorio e il 7 luglio Ts'ereteli venne nominato dal nuovo capo del governo Kerensky ministro degli affari interni, incarico precedetemente tenuto "ad interim" dallo stesso L'vov. Ma quando il 25 luglio venne annunciata la formazione del nuovo governo, Ts'ereteli non volle farne parte. Stanco della vita politica, e malato di tubercolosi, decise di ritirarsi a vita privata. A seguito degli avvenimenti della rivoluzione di ottobre, i bolscevichi ordinarono di arrestare Ts'ereteli. Egli fuggì in Georgia, che nel maggio 1918 aveva proclamato la propria indipendenza in qualità di Repubblica Democratica di Georgia. Qui Ts'ereteli non ebbe mai un ruolo rilevante nella vita politica della nazione, ma ottenne comunque un seggio all'Assemblea Costituente e rappresentò il proprio Paese alla conferenza sulla pace svoltasi a Parigi nel 1919. A seguito dell'occupazione della Georgia da parte dell'Armata Rossa nel 1921, inizialmente Ts'ereteli rimase all'opposizione, ma poi si rifugiò a Parigi nel 1923.

### Periodo successivo
Dopo diversi anni spesi a battersi politicamente dall'esilio per l'indipendenza della Georgia, negli anni quaranta Ts'ereteli si trasferì negli Stati Uniti dove continuò la stesura della sua Storia della rivoluzione russa e morì a New York nel 1959. Nel 1973, la sua salma venne trasferita in Francia nel cimitero di Leuville nei pressi di Parigi.

## Opere
- Церетели И. Г. Речи - Париж-Тифлис, 1917-18 Т. 1-2.
- Церетели И. Г. Воспоминания о Февральской революции - Париж, 1963 Т. 1-2.